# Xantona

## Introdução
A palavra xantona é derivada do grego e significa amarelo, cor apresentada pela grande maioria desses constituintes químicos.  A xantona, ou quimicamente 9H-xanten-9-ona, é estruturalmente formada por dois anéis benzênicos e uma γ-pirona central, conferindo um arranjo simétrico a esse tipo de composto.
A grande maioria das xantonas conhecidas é de proveniência natural ocorrendo como metabólitos secundários bastante comuns em várias famílias de fungos, líquens e, principalmente, plantas. Em geral, as plantas produzem esses compostos como finalidade de defesa contra o ambiente externo e de predadores. 
A biossíntese desses compostos não ocorre de maneira simples e única. Existem vários caminhos pelos quais podem ser produzidos gerando uma variedade de derivados com os mais diversos grupos funcionais. Um deles considera que uma unidade de 7 (sete) carbonos é composta por um anel aromático (A) e a carbonila, os quais são provenientes da via do ácido chiquímico. Ao passo que a outra parte, de 6 (seis) carbonos, formadora do anel B, é originada pela via metabólica do acetato-malonato.
As xantonas são encontradas principalmente em plantas superiores, especialmente naquelas pertencentes às famílias Gentianaceae e Clusiaceae. Espécies de outras famílias de plantas superiores também produzem xantonas, como Caryophyllaceae, Gesneriaceae, Iridaceae, Loganiaceae, Lytraceae e Polypodiaceae.  
Além disso, já foi relatada a presença de xantonas em fungos e líquens; como por exemplo, nas espécies Aspergillus versicolor e Diploshistes sp.     

## Métodos de Extração, Identificação e Isolamento

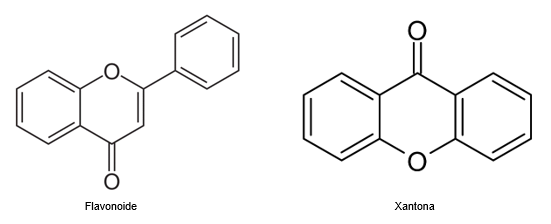
Figura 1

Sua presença pode ser detectada por cromatografia em camada delgada, pela sua coloração sob luz ultravioleta, com ou sem adição de amoníaco, ou quando reveladas com KOH 5% em MeOH, ou então quando se utilizam reveladores para substâncias fenólicas, como por exemplo, solução de CeSO4 (sulfato de cério) ou FeCl3 (cloreto férrico), ou reveladores universais, como vapor de iodo. Para seu isolamento, são frequentemente utilizada técnicas cromatográficas, tais como: filtração em Sephadex LH-20, cromatografia de partição centrífuga (CPC), cromatografia em camada fina centrífuga (CTLC), cromatografia em contracorrente por gotejamento (DCCC), cromatografia líquida a vácuo (VLC) utilizando gel de sílica com adsorvente, cromatografia líquida de alta eficiência (CLAE) com colunas em fase reversa C18 ou com colunas “diol”, cromatografia líquida de baixa pressão “Lobar” (LPLC), cromatografia líquida de média pressão (MPLC) utilizando coluna em fase reversa C18 ou coluna RP-8, entre outras técnicas.
As xantonas podem ser determinadas estruturalmente por diversas técnicas espectroscópicas. Os espectros obtidos na região do infravermelho, assim como aqueles de RMN 1H e RMN 13C  apresentam sinais característicos para estas substâncias. Os espectros de UV das xantonas se diferenciam de outros polifenóis, como as flavonas por exemplo, por possuírem quatro bandas de absorção, frequentemente de intensidade decrescente. O máximo de absorção dessas quatro bandas situa-se, respectivamente, nos seguintes comprimentos de onda: 225 a 245 nm (banda I), 245 a 270 nm (banda II), 300 a 345 nm (banda III) e 335 a 410 nm (banda IV). De acordo com o esquema de oxidação do anel xantônico, pode aparecer uma banda de absorção suplementar (banda II´), que é observado na região próxima a 275 nm.
A absorção da luz visível na região de 400 nm é responsável pela coloração amareladas das xantonas. Estudos em andamento permitem obter informações estruturais sobre a posição das hidroxilas livres no anel xantônico, através dos reagentes de deslocamento como NaOH, NaOAc, NaOAc/H3BO3, AlCl3, AlCl3/HLl. 

## Propriedades Farmacológicas
O estudo de xantonas é interessante não só pela investigação quimiossistemática, mas também devido à sua importância farmacológica. Vários trabalhos científicos já foram realizados evidenciando as importantes atividades farmacológicas apresentadas pelas xantonas. De todas, talvez a mais interessante seja a ação inibitória da enzima monoamino-oxidase (MAO), relacionada com o tratamento de estados depressivos; as xantonas apresentaram um grande potencial de utilização por terem demonstrado atividade inibitória potente, seletiva e reversível desta enzima. Diversos trabalhos têm apresentado as xantonas como potenciais substâncias para o tratamento do câncer. Algumas xantonas (naturais e sintéticas) apresentaram, ainda, ação antimicrobiana, inclusive contra Mycobacterium tuberculosis, ação antifúngica, entre outras. Mais referências sobre tais potenciais atividades farmacológicas podem ser encontradas em Kuster e Rocha (2003). 

### Inibidores da Manoamino-oxidase (iMAO)
Três inibidores da MAO são disponíveis na atualidade, para o tratamento da depressão: a fenelzina, a isocarboxazida e a tranilcipromina; nenhum deles constitui um protótipo. A utilização dos inibidores da MAO é limitada, na atualidade, por causa das complicadas restrições dietéticas requeridas dos pacientes que os utilizam.
Muitos inibidores da MAO, como a isocarboxazida, formam complexos estáveis com a enzima, causando inativação irreversível. Isto resulta em estoques aumentados de noradrenalina, serotonina e dopamina no interior do neurônio e subsequente difusão do excesso de neurotransmissor para a fenda sináptica. Estes fármacos inibem não só a MAO cerebral, mas também oxidases que catalisam a desaminação oxidativa de fármacos e substâncias potencialmente tóxicas, como a tiramina, que é encontrada em alguns tipos de alimentos. Consequentemente observa-se, com os inibidores da MAO, uma alta incidência de interações fármaco-fármaco e fármaco-alimento. 

### Xantonas contra Células Cancerígenas
Um estudo in vitro sobre o potencial anticancerígeno foi realizado por Pedro et al. (2002), onde os pesquisadores avaliaram o potencial de vinte e sete xantonas oxigenadas contra a inibição do crescimento de três linhagens de células cancerígenas humanas conhecidas como MCF-7 (células do câncer de mama), TK-10 (células cancerígenas renais) e UACC-62 (relacionada ao melanoma). Com relação às xantonas mono-oxigenadas com substituintes na posição 2 ou 4, observou-se que houve mudanças drásticas no potencial da atividade inibitória do crescimento da célula tumoral, onde a xantona com hidroxila na posição 2 foi quase inativa, ao passo que, quando a substituição estava na posição 4, o composto passou a ter uma atividade considerável. Quando se compara a mudança de espécie química, substituindo OH por OCH3, a xantona substituída por uma metoxila em 2 leva o aparecimento da atividade inibitória. Entretanto, o fenômeno oposto acontece quando na posição 4 insere-se uma metoxila, nesse caso o composto passa a ser praticamente inativo. Quando se compara xantonas di-oxigenadas, nota-se que se tratando de substituição apenas por hidroxilas, os compostos apresentaram-se ativos, ao contrário dos di-metoxilados que se tornaram inativos. Com relação aos compostos mesclados com hidroxila e metoxila, resultados mostram que tiveram sua atividade diminuída consideravelmente. De maneira geral, as xantonas di-hidroxiladas, independente da posição, apresentaram-se mais ativas que as demais (mono-oxigenada e bi-oxigenada contendo metoxila), com isso os autores comprovaram a importância da presença de hidroxilas na inibição do crescimento de células tumorais. Assim, a explicação para o aumento na atividade desses compostos pode estar relacionado com a maior absorção pela célula. 
Embora pouco descrito na literatura, Pedro et al. (2002) descreveram a seletividade de algumas xantonas sobre células cancerígenas. Destacaram-se a seletividade das 1,2-diidroxixantona, 2,3-diidroxixantona, 3,4-diidroxixantona e 2,3-diidroxi-4-methoxixantona sobre células do melanoma em relação às células cancerígenas renais e de câncer de mama. Nesse caso, nota-se que a presença de hidroxilas adjacentes nestes compostos pode ser uma explicação para a seletividade para o melanoma. Além disso, um estudo teórico relacionando a densidade de carga molecular sobre a atividade anticancerígena mostrou que o efeito causado pela densidade eletrônica local do grupo C=O parece ser o responsável pela especificidade sobre as células do câncer de mama. Ainda de acordo com Oliveira et al. (2007), os compostos que apresentam densidade de carga eletrônica positiva mostraram um aumento da inibição do crescimento de células cancerígenas. Isso sugere que os compostos que apresentam anéis fundidos, como o cromeno, são de extrema importância para a associação entre droga e bioreceptor. Assim, inibindo o crescimento do tumor. 

### Ação Cardiovascular
Já foram descritos alguns efeitos cardioprotetores em modelos de isquemia e reperfusão cardíaca in vitro e em cultura de cardiomiócitos (Dai et al., 2004; Marona et al., 2008), além de efeito hipotensor e bradicárdico (Chen et al., 1993). Importantes efeitos sobre redução dos níveis de creatina cinase (CK) e de lactato desidrogenase (LDH) séricos pós-isquemia e reperfusão cardíaca, relacionando-se diretamente com a redução da área de infarto também foram observados para algumas xantonas (Jiang et al., 2002; Shen et al., 2000).Os efeitos vasodilatadores de várias xantonas têm sido avaliados em aortas de ratos (Chen et al., 1993; Wang et al., 2002). Os mecanismos envolvidos nestes efeitos são diversos e podem ser associados a uma série de variáveis, mas, principalmente, a diversidade dos radicais ligados ao esqueleto xantônico e a sua polaridade. Grande parte dos efeitos vasodilatadores descritos são independentes de endotélio e gerados por bloqueio do influxo de Ca2+(Andreu et al., 2005; Camara et al., 2010; Chen et al., 1993; Rampa et al., 1995; Wang et al., 2007)ou por aumento nos níveis de monofosfato cíclico de adenosina (AMPc) (Cheng e Kang, 1997). Por outro lado,alguns trabalhos relatam efeito vasodilatador dependente de endotélio inibido na presença do L-NAME (Wang et al., 2008). Além disso, as xantonas atuam como agentes protetores da camada endotelial contra injúrias provocadas por citocinas inflamatórias comoo TNF-α e pela LDL oxidada (Dai et al., 2004; Franklin et al., 2009; Marona et al., 2008; Wang et al., 2002; Wang et al., 2008). 

### Atividade antibacteriana contra Staphylococcus aureus

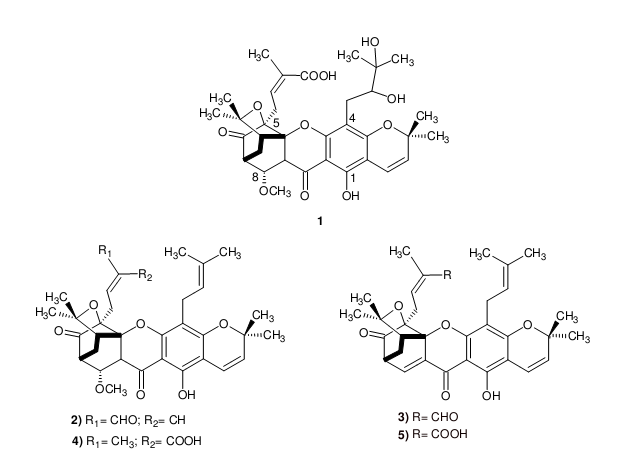
Figura 2 - Xantonas tetrapreniladas isoladas de Garcinia hanhanburyi ativas contra S. aureus

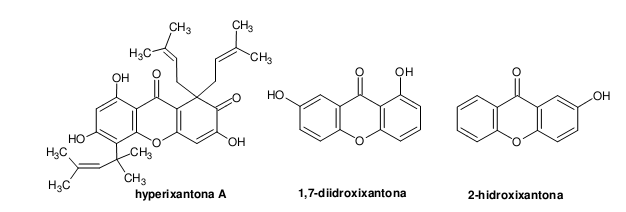
Figura 3 - Xantonas isoladas de Hypericum sampsonii

## Plantas Medicinais
Calophyllum brasiliense - encontradas na parte lenhosa, e nas raízes e folhas encontram-se derivados.
Mammea americana - encontradas na casca e sementes.
- Edição realizada no dia 04/07/2019 por alunos do curso de graduação em Farmácia pela Universidade Federal de Juiz de Fora - Campus Avançado de Governador Valadares/MG (UFJF/GV) na disciplina de Farmacognosia I, ministrada pela Prof.ª Dr.ª Ivanildes Rodriguês.